# Salem (Virgínia de l'Oest)
Salem és una població dels Estats Units a l'estat de Virgínia de l'Oest. Segons el cens del 2000 tenia 2.006 habitants.

## Demografia
Segons el cens del 2000, Salem tenia 2.006 habitants, 744 habitatges, i 412 famílies. La densitat de població era de 561,2 habitants per km².
Dels 744 habitatges en un 26,5% hi vivien nens de menys de 18 anys, en un 37,6% hi vivien parelles casades, en un 14% dones solteres, i en un 44,5% no eren unitats familiars. En el 36,7% dels habitatges hi vivien persones soles el 15,9% de les quals corresponia a persones de 65 anys o més que vivien soles. El nombre mitjà de persones vivint en cada habitatge era de 2,21 i el nombre mitjà de persones que vivien en cada família era de 2,92.
Per edats la població es repartia de la següent manera: un 18,3% tenia menys de 18 anys, un 25,2% entre 18 i 24, un 21% entre 25 i 44, un 18,3% de 45 a 60 i un 17,1% 65 anys o més.
L'edat mediana era de 31 anys. Per cada 100 dones de 18 o més anys hi havia 105 homes.
La renda mediana per habitatge era de 16.577 $ i la renda mediana per família de 27.688 $. Els homes tenien una renda mediana de 27.031 $ mentre que les dones 16.667 $. La renda per capita de la població era d'11.188 $. Entorn del 26,7% de les famílies i el 34,8% de la població estaven per davall del llindar de pobresa.

## Poblacions més properes
El següent diagrama mostra les poblacions més properes.